# عزلة قلنسية وعبد الكوري (سقطرى)

تعديل مصدري - تعديل

عزلة قلنسية هي إحدى عزل مديرية قلنسية وعبد الكوري في محافظة أرخبيل سقطرى اليمنية ويبلغ تعداد سكانها 9404 نسمة حسب التعداد السكاني في اليمن لعام 2004.

## روابط خارجية
- الجهاز المركزي للإحصاء بالجمهورية اليمنية
- المركز الوطني للمعلومات باليمن
- World Gazetteer:Yemen
- الدليل الشامل